# Full of It
Full of It é um filme de comédia e drama norte-americano de 2007 dirigido por Christian Charles. Foi primeiramente lançado em 11 de fevereiro na Alemanha e 2 de março nos Estados Unidos. Durante a produção do filme, o título foi mudado quatro vezes, tendo sido inicialmente chamado, em ordem cronológica, de Nothing But the Truth, The Whole Truth, The Life and Lies of Sam Leonard, voltou para The Whole Truth e finalmente terminou no nome atual, Full of It.

## Sinopse
Um garoto chamado Sam Leonard (Ryan Pinkston) é um novato no colégio Bridgeport High School. No seu primeiro dia de aula ele é humilhado por Kyle Plunkett (Josh Close), o garoto popular da escola, fica amigo de Annie Dray (Kate Mara) e se apaixona pela namorada de Kyle, Vicki Sanders (Amanda Walsh). Quando ele se encontra com seu conselheiro (Craig Kilborn), este diz para Sam mentir para as outras crianças para se tornar popular. Sam conta várias mentiras, como possuir um Porsche, sempre acertar a bola na cesta, que seu cachorro comeu seu dever de casa e que Vicki e sua professora, a srtª. Moran (Teri Polo), estão apaixonadas por ele. Ao chegar em casa ele discute com os pais por estar mentindo e acidentalmente quebra o espelho de seu quarto. No dia seguinte, todas as mentiras que ele havia contando se tornaram verdade e agora ele deve arcar com as consequências.

## Elenco
| Ator               | Personagem      |
| ------------------ | --------------- |
| Ryan Pinkston      | Sam Leonard     |
| Kate Mara          | Annie Dray      |
| Teri Polo          | Srtª. Moran     |
| Craig Kilborn      | Mike Hanbo      |
| John Carroll Lynch | Sr. Leonard     |
| Cynthia Stevenson  | Srtª. Leonard   |
| Amanda Walsh       | Vicki Sanders   |
| Derek McGrath      | Principal Hayes |